# Cordial (medicina)

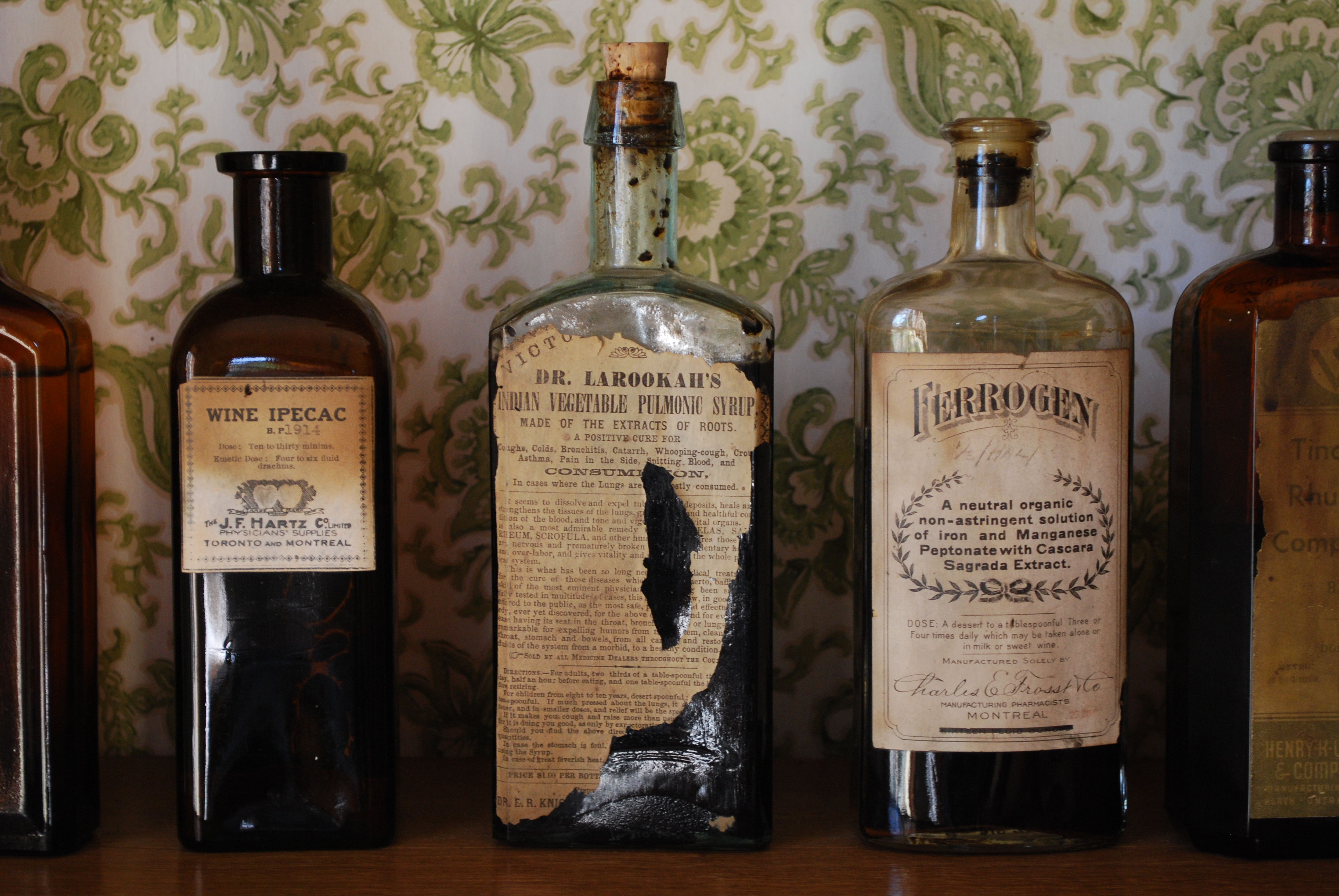
Antiguas botellas de boticario del tipo que se utilizaban antiguamente para los cordiales.

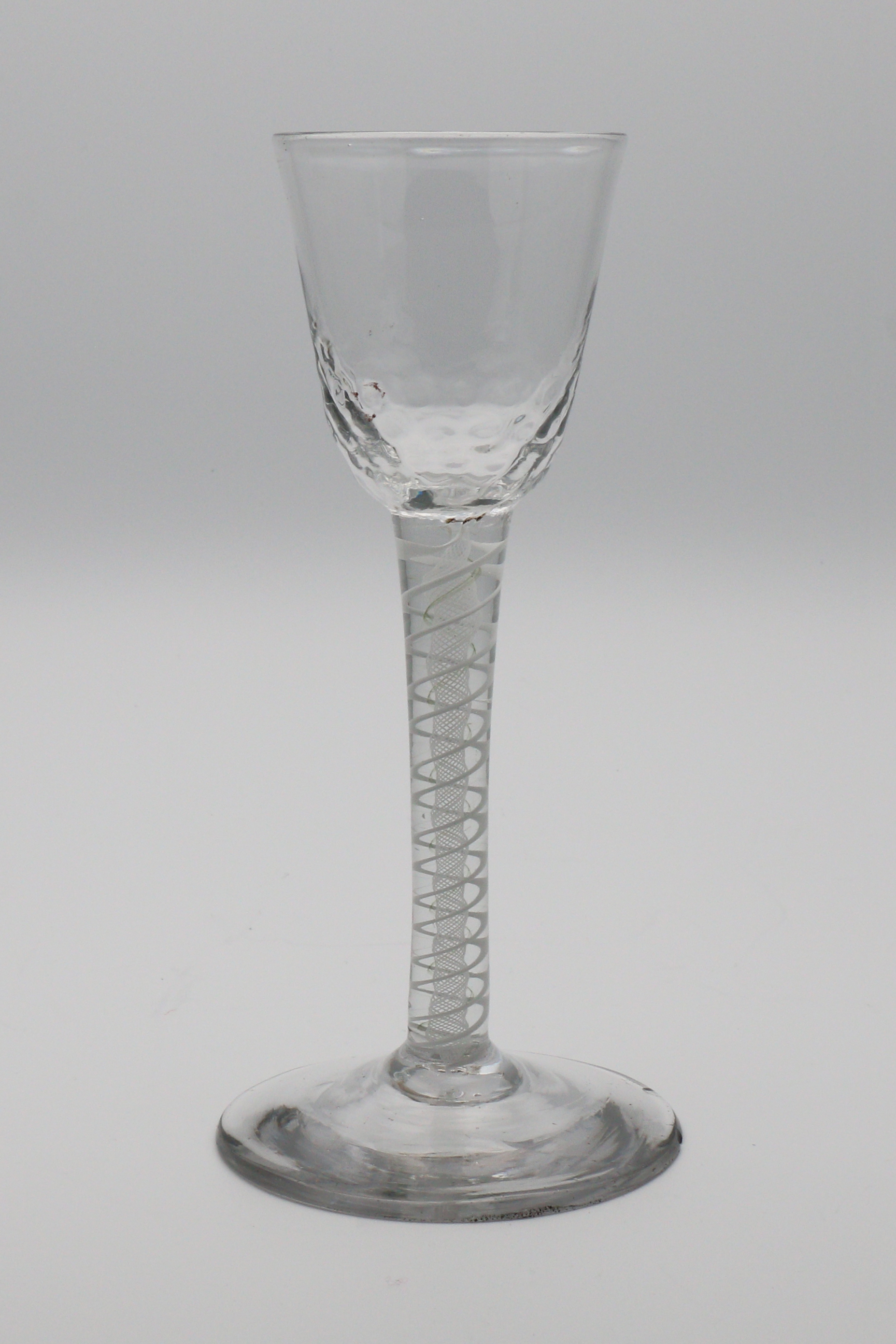
Copa para cordial con pie retorcido de cristal hueco c. 1750.

Un cordial es cualquier preparado tonificante y estimulante con fines medicinales. El término deriva de un uso obsoleto. Antiguamente se creaban diversos preparados farmacéuticos y bebrajes que se creían beneficiosos para la salud, especialmente para el corazón (cor en latín).
Algunos cordiales, con sus motas de pan de oro y su tono amarillo brillante, tomaron su nombre de las "virtudes cordiales" de los rayos del sol, que algunos alquimistas pensaban que contenían.

## Historia
La mayoría de los cordiales fueron de origen europeo, producidos por primera vez en boticas italianas durante el Renacimiento, donde se perfeccionó el arte de la destilación durante los siglos XV y XVI. Es de este origen que los cordiales se denominan frecuentemente en francés Liqueurs d'ltalie, de ahí también los licores. A partir del Renacimiento, los cordiales solían basarse en alcohol en el que se dejaban macerar ciertas hierbas, especias u otros ingredientes.  Los primeros cordiales llegaron a Inglaterra a finales del siglo XV y se denominaban aguas cordiales destiladas. Se utilizaban estrictamente como medicinas alcohólicas, prescritas en pequeñas dosis para vigorizar y revitalizar el corazón, el cuerpo y el espíritu, así como para curar enfermedades. En el siglo XVIII, los cordiales se consumían por sus efectos embriagadores y sus virtudes medicinales, y se convirtieron rápidamente en bebidas recreativas que acabaron evolucionando hasta convertirse en licores.
Aunque los cordiales se originaron en el continente, algunos "sweet drams" británicos alcanzaron popularidad en Europa.

## Usos
Los cordiales se utilizaban para renovar el calor natural, recrear y reavivar los espíritus y liberar todo el cuerpo de la malignidad de las enfermedades. Muchos cordiales también se consideraban afrodisíacos, una opinión que fomentaba su consumo en un contexto social y no médico. Otras variedades tempranas de cordiales alcohólicos se aromatizaban con especias e ingredientes herbales que se creía que asentaban el estómago después de comer en exceso. Estas bebidas se denominaban aguas de sobreingesta, creadas específicamente para tratar los excesos.
A veces se añadían ingredientes preciosos como oro, perlas y coral. Se creía que reanimaban el espíritu y evitaban las enfermedades.

## En la ficción
Lucy Pevensie, un personaje fundamental en Crónicas de Narnia de C. S. Lewis, fue, como la reina Lucy en El león, la bruja y el armario, obsequiada por Papá Noel con una botella de cordial mágico junto con su daga, antes de la batalla de Beruna. Se decía que el cordial estaba hecho con el jugo de las flores de fuego que crecían en las montañas del sol, y que una sola gota curaba casi cualquier enfermedad o herida, y en algunos casos resucitaba a la gente del borde de la muerte.  El uso de la palabra "cordial" por parte del autor era arcaico incluso en aquella época.
Miruvor (cordial de Imladris) J.R.R. Tolkien, La Comunidad del Anillo.

## Cordiales populares

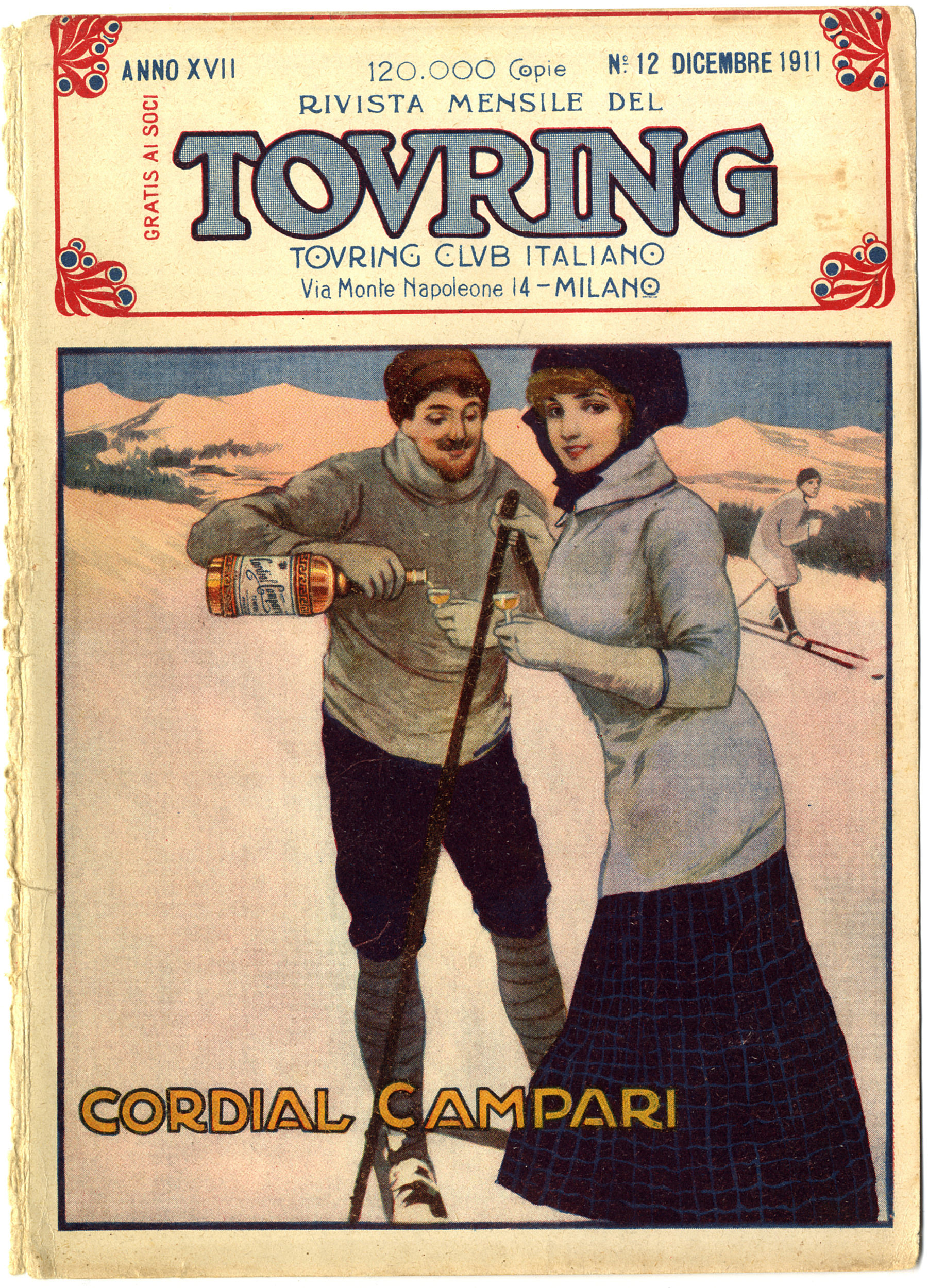
Ilustración publicitaria del Cordial Campari en la revista mensual del Touring Club Italiano, 1911.

- La Rosa Solis o Rosolio, probablemente originaria de la Turín renacentista, procedía de la planta carnívora drosera. Se creía que no sólo vigorizaba el corazón, sino que también era afrodisíaco; según el escritor médico del siglo XVII William Salmon, la drosera "despierta la lujuria".
- El Royal Usquebaugh era un brebaje picante que contenía motas de pan de oro y que, según se creía, captaba el resplandor dorado del sol. Normalmente se aromatizaba con anís, regaliz y azafrán y se endulzaba con azúcar de frutas extraído de higos y pasas mediante maceración. El nombre deriva del irlandés uisce beatha, que es literalmente la traducción al gaélico del latín aqua vitae, 'el agua de la vida'). La palabra whisky también deriva del irlandés uisce beatha, pero no era lo mismo que el cordial que se consumía en la Inglaterra y Francia de los siglos XVII y XVIII, y no tenía ningún parecido con la bebida espirituosa que hoy llamamos whisky.[4]
- Escubac d'Angleterre, un pariente más barato de Royal Usquebaugh sin las motas de pan de oro, pero que sin embargo era una bebida popular.
- Vespetrò, otro licor popular de Italia (especialidad de la ciudad de Canzo), aromatizado con anís, angélica y limón.[5]